# High School Musical: The Musical - La serie
High School Musical: The Musical - La serie (High School Musical: The Musical: The Series) è una serie televisiva statunitense, sviluppata da Tim Federle e basata sull'omonima serie cinematografica creata da Peter Barsocchini.
La serie ha esordito l'8 novembre 2019 come anteprima simulcast sui canali ABC, Disney Channel e Freeform, prima del suo lancio sulla piattaforma Disney+ il 12 novembre. Nello stesso anno, la serie venne rinnovata per una seconda stagione, che ha esordito il 14 maggio 2021. Il 13 settembre 2021 la serie viene rinnovata per una terza stagione, con debutto previsto per il 27 luglio 2022. Il 20 maggio 2022 la serie viene rinnovata per una quarta e ultima stagione, rilasciata il 9 agosto 2023.

## Trama

### Prima stagione
In una versione romanzata della East High School in Salt Lake City, dove sono stati girati gli originali film di High School Musical, un ex membro del cast di fondo, Miss Jenn, inizia il suo lavoro come nuova insegnante di teatro. L'insegnante decide di allestire uno spettacolo di High School Musical: The Musical per la sua prima produzione teatrale invernale per celebrare l'affiliazione della scuola con il film originale. Gli studenti del musical impareranno a esplorare le loro relazioni interpersonali e formeranno legami tra di loro, per superare le sfide che affrontano nella loro vita a scuola e a casa.

### Seconda stagione
Gli studenti di teatro della East High School allestiscono una produzione de La bella e la bestia per il musical primaverile. La signorina Jenn guida il cast nel tentativo di vincere una prestigiosa competizione teatrale studentesca locale mentre affrontano la loro scuola rivale, la North High.

### Terza stagione
Alcuni degli studenti della East High School decidono di passare due settimane in un campo estivo in California chiamato Camp Shallow Lake, durante il quale preparano una produzione teatrale di Frozen e diventano protagonisti di un documentario sullo spettacolo.

### Quarta stagione
I protagonisti ritornano alla East High e iniziano a lavorare per mettere in scena una produzione teatrale di High School Musical 3: Senior Year. Inoltre, scoprono che nella loro scuola verrá realizzato, nel corso dell'anno scolastico, un sequel di High School Musical intitolato High School Musical 4: The Reunion, in cui loro faranno le comparse (i personaggi con un ruolo marginale nella storia).

## Episodi
| Stagione         | Episodi | Prima TV USA | Prima TV Italia |
| ---------------- | ------- | ------------ | --------------- |
| Prima stagione   | 10      | 2019-2020    | 2020            |
| Seconda stagione | 12      | 2021         | 2021            |
| Terza stagione   | 8       | 2022         | 2022            |
| Quarta stagione  | 8       | 2023         | 2023            |

## Personaggi e interpreti

### Principali
- Nini Salazar-Roberts (stagioni 1-2, ricorrente stagione 3), interpretata da Olivia Rodrigo, doppiata da Emanuela Ionica. Un'appassionata di musical, che viene scelta per interpretare Gabriella Montez. È una ragazza molto dolce e solare, una leader e il faro senza la quale tutti i suoi compagni di teatro e soprattutto Ricky si sentirebbero persi. Con la musica Nini esprime sé stessa e le sue emozioni. Questa libertà le è proibita nell'accademia che frequenta a inizio seconda stagione e per questo, non sentendosi a suo agio come lo era nel corso di teatro, torna alla East High School lasciando l'accademia. Si è sempre vista con gli occhi dei ragazzi con cui ha avuto una relazione e per questo le è sempre rimasto difficile scrivere una canzone che parlasse dal suo punto di vista. La sua migliore amica è Kourtney sulla quale può sempre contare nei momenti di bisogno e la cosa è reciproca. Nella seconda stagione una volta tornata a scuola, le viene dato il ruolo della rosa nel musical de La bella e la bestia e scriverà una canzone molto profonda dal punto di vista della rosa che otterrà molte visualizzazioni in internet e che la porterà ad aprire un profilo Instagram dove condivide la sua musica. Nella terza stagione decide di non partire insieme ai suoi compagni per Camp Shallow Lake per focalizzarsi sulla sua carriera musicale e avrà modo di conoscere suo padre biologico. Dopo averli visitati al campo durante la prima del loro spettacolo, Nini ringrazia Miss Jenn e decide di frequentare il suo ultimo anno in una scuola in California.
- Ricky Bowen (stagioni 1-4), interpretato da Joshua Bassett, doppiato da Francesco Ferri. Un chitarrista che viene scelto per interpretare Troy Bolton, nonostante la sua iniziale mancanza di interesse per il musical. È un ragazzo molto introverso che spesso nasconde i suoi tumulti interiori e le sue irrequietezze e preoccupazioni sia in amore e amicizia, sia in famiglia. Ha una relazione con Nini, ma se inizialmente la loro relazione sembra idilliaca e perfetta, in seguito non tarderanno ad arrivare le prime crisi per entrambi. Ricky soffre molto per il divorzio dei genitori e inizialmente non è disposto ad accettare la separazione ed è speranzoso in una riappacificazione. Infatti rimane molto deluso quando la madre porta il nuovo compagno a vedere l'esordio di Ricky, in quanto apprende che i suoi genitori ormai sono divisi e hanno intrapreso strade diverse. Il suo migliore amico è Big Red, il quale si affida molto a Ricky nei momenti di bisogno. Nasce in seguito una profonda amicizia con Gina, ma dopo che quest'ultima dichiara i suoi sentimenti a Ricky, i due saranno più distanti e ciò creerà tensione fra di loro. Nella seconda stagione interpreta il ruolo della bestia nel musical de La bella e la bestia. Nella terza stagione, dopo aver avuto una breve relazione con Lily, parte per il Camp Shallow Lake ed ottiene il ruolo di Kristoff nel musical Frozen. Realizzerà di avere dei sentimenti per Gina, con la quale si bacerà dopo la première del documentario sullo spettacolo teatrale che li vede protagonisti. Nella quarta stagione prosegue la sua relazione con Gina e interpreta nuovamente Troy in High School Musical 3: Senior Year
- E.J. Caswell (stagioni 1-3, ricorrente stagione 4), interpretato da Matt Cornett, doppiato da Alessandro Campaiola. Un compagno di teatro molto popolare e atletico che spesso nella prima stagione appare egoista e pieno di sé, ma che in realtà nasconde una grande sensibilità e profondità, tratti che verranno esplorati maggiormente nella seconda stagione. Viene scelto per interpretare Chad Danforth e anche come sostituto di Troy. È il cugino di Ashlyn e inizialmente usa la cugina per raggiungere i suoi scopi, soprattutto nella relazione con Nini a inizio prima stagione. Nella seconda stagione interpreta il ruolo di Gaston nel musical de La bella e la bestia, mentre nella terza stagione quello di Sven in Frozen, oltre ad essere il direttore dello spettacolo. Cercherà in tutti i modi che lo spettacolo vada al meglio per poter rendere fiero suo padre, che però non si presenta allo show e continua a voler mandare suo figlio all'università. Questa situazione rovinerà pian piano la sua breve relazione con Gina, iniziata alla fine della seconda stagione, la quale deciderà di lasciarlo durante il ballo del campo. Nella quarta stagione è oramai al college, aiuta Ricky con i suoi problemi d'amore e interpreta il Coach Bolton in High School Musical 3: Senior Year
- Gina Porter (stagioni 1-4), interpretata da Sofia Wylie, doppiata da Joy Saltarelli. Ragazza molto determinata che si è appena trasferita alla East High School. Viene scelta per interpretare Taylor McKessie e anche come sostituta di Gabriella. Inizialmente è in rivalità con Nini poiché viene scelta al suo posto per il ruolo di Gabriella ma alla fine le due andranno d'accordo. Nella prima stagione è entusiasta delle nuove amicizie che ha costruito alla East High School e dei primi pigiama party ai quali partecipa con le sue nuove amiche, in quanto di solito non ha la possibilità di coltivare delle amicizie durature a causa dei continui trasferimenti lavorativi della madre; infatti a fine prima stagione la madre deve trasferirsi e Gina deve seguirla ma riesce a tornare in tempo per lo show. Nella seconda stagione si trasferisce da Ashlyn con la quale instaura un profondo rapporto di amicizia e affetto. Nella seconda stagione si scopre che Gina ha dei sentimenti per Ricky e che si è dichiarata a lui lo scorso semestre, ma dopo il ritorno di Nini ha lasciato stare la cosa. Nonostante si sia rassegnata, Gina e Ricky sono distanti e c'è tensione fra loro quando sono insieme. Nella seconda stagione interpreta il ruolo di spolverina nel musical de La bella e la bestia. Nella terza stagione interpreta Anna nel musical Frozen. Dopo una breve relazione con E.J., Gina capisce di provare ancora dei sentimenti per Ricky, al quale confessa tutto durante il finale di stagione. Nella quarta stagione si frequenta con Ricky, ma nel mentre ha anche un flirt con la sua famosa crush Mack Alana. È protagonista di High School Musical 4 e interpreta Gabriella in High School Musical 3: Senior Year. Alla fine della 4a stagione inizia le riprese di reboot di Romeo e Giulietta.
- Big Red (stagioni 1-2, guest star stagione 3, ricorrente stagione 4), interpretato da Larry Saperstein, doppiato da Federico Campaiola. Il migliore amico di Ricky, che sostituisce Natalie come direttore di scena per la produzione ogni volta che non è disponibile, nonostante la sua scarsa conoscenza del teatro. È un ragazzo molto timido e impacciato e spesso si affida a Ricky quando ha bisogno di consigli. È innamorato di Ashlyn e nella seconda stagione i due iniziano una relazione. Ha una pizzeria di famiglia dove lavora spesso. Nel musical La bella e la bestia viene scelto per interpretare Le Fou. Nella terza stagione scopre di essere bisessuale. Nella quarta stagione scopriamo che durante l'estate ha avuto un flirt con Seb, e si lascia amichevolmente con Ashlyn
- Ashlyn Caswell (stagioni 1-4), interpretata da Julia Lester, doppiata da Veronica Benassi. La cugina di E.J. e un'aspirante cantautrice, che viene scelta per interpretare la signora Darbus. È una ragazza piuttosto timida che inizialmente fatica a emergere e a farsi notare, ma con il tempo sarà più sciolta e mostrerà la sua interiorità con naturalezza attraverso la musica. Nella seconda stagione interpreta il ruolo di Belle nel musical de La bella e la bestia diventando per la prima volta la protagonista di uno spettacolo. Nella terza stagione fa parte del complesso, non ottenendo quindi alcun ruolo principale. Inizia a provare dei sentimenti per Val, e ciò le farà capire quindi di essere queer.Nella quarta stagione si lascia amichevolmente con Big Red e prova sempre più sentimenti per Maddox, portando le due a stare insieme. Interpreta Kelsey in High School Musical 3: Senior Year.
- Kourtney Greene (stagioni 1-4), interpretata da Dara Reneé, doppiata da Margherita De Risi. La migliore amica di Nini, che lavora con i costumi del musical e che nella seconda stagione sarà anche attrice nel musical. È una ragazza spiritosa e grintosa e un'ottima amica per Nini, pronta a sostenerla e supportarla nei momenti di bisogno. Ha un grande talento per il canto e per la danza. Nella seconda stagione si dichiara a Howie, un ragazzo che lavora in pizzeria con lei, e i due intraprendono una relazione. Nella terza stagione ottiene il ruolo della protagonista, Elsa. Durante la stagione si scopre che soffre di ansia. Nella quarta stagione ritrova se stessa scrivendo domande per i college, si innamora di Jet e interpreta Sharpay Evans in High School Musical 3: Senior Year.
- Carlos Rodriguez (stagioni 1-4), interpretato da Frankie Rodriguez, doppiato da Lorenzo Crisci. Il coreografo dello spettacolo, che lavora insieme alla signorina Jenn. Inizialmente sembra un ragazzo egocentrico, ma dietro a questo lato egocentrico c'è una grande sensibilità e profondità e una voglia di riscatto dalle prese in giro che ha subito da bambino sia dal vivo sia su internet dopo un video pubblicato sul web. Nella seconda stagione interpreta Lumière,  mentre nella terza Olaf. In quest'ultima stagione affronterà, grazie all'aiuto dei suoi compagni, l'insicurezza che ha a causa del suo corpo. Nella quarta stagione interpreta  Ryan Evans in High School Musical 3: Senior Year
- Benjamin Mazzara (stagioni 1-2, ricorrente stagione 4), interpretato da Mark St. Cyr, doppiato da Paolo De Santis. Un professore anti-arte alla East High School che insegna robotica ed è scettico verso il mondo dello spettacolo e di conseguenza è spesso in disaccordo con la professoressa Jenn, nonostante i litigi, nella quarta stagione questi si fidanzano.
- Miss Jenn (stagioni 1-2 e 4, ricorrente stagione 3), interpretata da Kate Reinders, doppiata da Valentina Mari. La nuova insegnante di teatro, che è apparsa nel film originale di High School Musical come ballerina di sottofondo e dirige la produzione della scuola. È molto tenace e durante i suoi spettacoli non si arrende alle difficoltà, in quanto tiene molto al mondo dello spettacolo e a dare importanza a esso, l'importanza che purtroppo ha perso all'interno della scuola. La professoressa Jenn fa un grande lavoro, in quanto riesce a far emergere nei ragazzi la loro personalità, la loro interiorità e il meglio di loro attraverso il teatro e la musica, dove i ragazzi sono liberi di esprimersi. Con il tempo si affeziona emotivamente ai suoi studenti. Spesso tende a mostrarsi rigida per nascondere le sue insicurezze o non dare a vedere quando è in difficoltà o combattuta. Nella terza stagione decide di partire per un viaggio insieme a Mike Bowen, padre di Ricky, con il quale aveva avuto una breve frequentazione in precedenza. Inoltre, visita un paio di volte i ragazzi per aiutarli e dispensare consigli come solo lei sa fare. Nella quarta stagione si fidanza con il prof Mazzara e mette in scena High School Musical 3: Senior Year interpretando Mrs Darbus.
- Seb Matthew-Smith (stagione 2, ricorrente stagioni 1 e 4, guest star stagione 3), interpretato da Joe Serafini, doppiato da Tommaso Di Giacomo. Scelto nel ruolo di Sharpay Evans. Intraprenderà una relazione con Carlos. Ha una fattoria di famiglia e spesso ama parlare dei suoi animali o di nuovi animali appena nati nella sua fattoria. Nella seconda stagione viene scelto per interpretare Chip. Nella terza stagione visita Carlos e il resto dei ragazzi durante il ballo.
- Maddox (stagione 3, ricorrente stagione 4), interpretata da Saylor Bell Curda, doppiata da Silvia Alfonzetti. Frequenta il Camp Shallow Lake nel ruolo di consulente. È la sorella di Jet. Ha sofferto in passato per una relazione con Madison, ragazza che ha partecipato al Camp Shallow Lake negli anni precedenti. Inizia a provare dei sentimenti per Ashlyn, che però è fidanzata con Big Red. Nella quarta stagione si mette insieme ad Ashlyn
- Jet (stagione 3, ricorrente stagione 4), interpretato da Adrian Lyles, doppiato da Tito Marteddu. Un misterioso nuovo campeggiatore del Camp Shallow Lake. Viene scelto nel ruolo di Hans. È il fratello di Maddox e al campo stringe amicizia con Ricky. Ha una cotta per Kourtney. Nella quarta stagione si mette insieme a Kourtney e interpreta Chad Danforth in High School Musical 3: Senior Year.
- Emmy (stagione 4, ricorrente stagione 3), interpretata da Liamani Segura, doppiata da Beatrice Toscanelli. Giovane ragazza che viene scelta per interpretare Anna da piccola. Nella quarta stagione inizia ad andare a scuola alla East High e interpreta Taylor McKessie in High School Musical 3: Senior Year.
- Dani (stagione 4) interpretata da Kylie Cantrall e doppiata da Lucrezia Roma. Una famosa influencer che arriva alla East High per girare High School Musical 4 e che poi interpreterà Tiara Gold in High School Musical 3.
- Mack (stagione 4) interpretato da Matthew Sato e doppiato da Davide Farronato. Un attore famoso per aver interpretato se stesso in una sitcom per bambini e che arriva alla East High per interpretare il protagonista di High School Musical 4.

### Ricorrenti
- Natalie Bagley (stagioni 1-2, guest star stagione 4), interpretata da Alexis Nelis, doppiata da Virginia Brunetti. Il direttore di scena della produzione.
- Carol Salazar-Roberts (stagione 1, guest star stagione 3), interpretata da Nicole Sullivan, doppiata da Emanuela Baroni. Mamma di Nini.
- Dana Salazar-Roberts (stagione 1, guest star stagione 3), interpretata da Michelle Noah, doppiata da Federica De Bortoli. Mamma di Nini.
- Mike Bowen (stagioni 1-2 e 4), interpretato da Alex Quijano, doppiato da Francesco Pezzulli. Il padre di Ricky.
- Preside Gutierrez (stagioni 1 e 4), interpretato da Valente Rodriguez, doppiato da Gianluca Solombrino. Il preside della scuola.
- Lynne Bowen (stagione 1, guest star stagioni 2 e 4), interpretata da Beth Lacke. La madre di Ricky, che ritorna per rivelare che lei e Mike divorzieranno.
- Zack Roy (stagione 2), interpretato da Derek Hough, doppiato da Gianfranco Miranda. L'ex fidanzato della signorina Jenn, un attore che insegna teatro alla rivale North High School.
- Lily (stagione 2, guest star stagione 3), interpretata da Olivia Rose Keegan, doppiata da Giulia Franceschetti. Nuova studentessa competitiva della East High School che abbandona la scuola per diventare co-direttrice del musical di primavera alla North High School insieme a Zack. Ha una breve relazione con Ricky tra la fine della seconda stagione e l'inizio della terza.
- Howie (stagione 2), interpretato da Roman Banks, doppiato da Alex Polidori. Studente che lavora nella pizzeria di famiglia di Big Red insieme a quest'ultimo e Kourtney, con la quale inizia ad uscire.
- Antoine (stagione 2, guest star stagione 4), interpretato da Andrew Barth Feldman, doppiato da Manuel Meli. Uno studente francese della North High. Interpreta Lumière nella loro produzione teatrale.
- Michelle Greene (stagioni 2-4), interpretata da Kimberly Brooks, doppiata da Laura Romano. La madre di Kourtney.
- Dewey Wood (stagione 3, guest star stagione 4), interpretato da Jason Earles, doppiato da Gabriele Patriarca. Direttore del campo.
- Corbin Bleu (stagione 3, guest star stagione 4), interpretato da sé stesso, doppiato da Fabrizio De Flaviis. Il presentatore del documentario del musical organizzato al Camp Shallow Lake.
- Channing (stagione 3), interpretato da Ben Stillwell, doppiato da Renato Novara. Operatore di camera che registra il documentario sullo spettacolo. Alla fine della stagione verrà licenziato da Corbin.
- Val (stagione 3), interpretata da Meg Donnelly, doppiata da Roisin Nicosia. Studentessa al college, partecipa al Camp Shallow Lake nel ruolo di consulente in formazione. È amica di E.J.
- Alex (stagione 3), interpretata da Aria Brooks, doppiata da Davide Doviziani. Giovane ragazza che viene scelta per interpretare Elsa da piccola.

### Guest star
- Kaycee Stroh (stagioni 1 e 4), interpretata da sé stessa, doppiata da Micaela Incitti. Membro del consiglio studentesco. Nel film originale Kaycee Stroh ha interpretato Martha Cox.
- Lucas Grabeel (stagioni 1 e 4), interpretato da sé stesso, doppiato da Davide Perino. Appare in un sogno di Miss Jenn. Nel film originale Lucas Grabeel ha interpretato Ryan Evans, fratello di Sharpay.
- Jack (stagione 2), interpretato da Asher Angel, doppiato da Mattia Nissolino. Un ragazzo di Denver che fa amicizia con Gina in aeroporto.
- Jamie Porter (stagione 2), interpretato da Jordan Fisher, doppiato da Matteo Liofredi. Il fratello maggiore di Gina e produttore musicale che collaborerà con Nini.
- Marvin (stagione 3), interpretato da Jesse Tyler Ferguson, doppiato da Gianluca Crisafi. Il padre biologico di Nini.
- Madison (stagione 3), interpretata da JoJo Siwa. Ex fidanzata di Maddox.
- Bart Johnson (stagione 4), interpretato da se stesso e doppiato da Mauro Gravina.
- Alyson Reed (stagione 4), interpretata da se stessa e doppiata da Ludovica Modugno.

## Produzione

### Sviluppo
Il 9 novembre 2017 è stato annunciato che la Disney stava sviluppando una serie televisiva della sua serie di film musicali, High School Musical, creata da Peter Barsocchini. La serie doveva essere presentata nel nuovo e imminente servizio di streaming della Disney, ancora senza nome. La compagnia aveva pianificato di adattare la serie di film per la televisione e contattò il creatore Tim Federle per sviluppare un'idea per la serie. Federle, poi, propose lo stile del falso documentario per la serie nel gennaio 2018 e iniziò a scrivere l'episodio pilota insieme a Disney Channel.
Il 30 maggio 2018, è stato annunciato che Federle avrebbe servito come scrittore e produttore esecutivo. Il 6 settembre, la Disney ha ufficialmente dato alla produzione un ordine di serie per una prima stagione consistente di dieci episodi.
Nell'ottobre 2019 la serie è stata rinnovata per una seconda stagione. È stato rivelato che la trama della seconda stagione non girerà intorno alla produzione di High School Musical 2. È stato successivamente rivelato che la seconda stagione girerà sulla produzione del musical di La bella e la bestia. La seconda stagione consisterà di dodici episodi.
Nel settembre del 2021 la serie viene rinnovata per una terza stagione. In seguito è stato rivelato che la nuova stagione si baserà sulla produzione teatrale del film d'animazione Frozen. La colonna sonora della serie comprenderà canzoni di Frozen, High School Musical e Camp Rock. La terza stagione comprenderà 8 episodi.
Il 20 maggio 2022 la serie viene rinnovata per una quarta stagione. Il 10 settembre 2022 viene annunciato che la quarta stagione si baserà sulla produzione teatrale del film High School Musical 3: Senior Year. Il 21 giugno 2023 viene annunciato che la quarta è l'ultima stagione della serie, con debutto previsto per il 9 agosto.

### Scrittura
Federle ha tratto ispirazione per il genere del falso documentario da altri film e programmi, tra cui Sognando Broadway e The Office. La serie include la rappresentanza LGBT e contiene due personaggi gay, Carlos e Seb. Attraverso la serie, Seb viene mostrato interpretare il ruolo di Sharpay nel musical. La serie rappresenta anche l'omogenitorialità, grazie alle mamme di Nini, Carol e Dana. La serie inoltre contiene temi come il divorzio.

### Casting
Il creatore Tim Federle ha espresso l'importanza di scegliere veri adolescenti nei ruoli principali per aggiungere autenticità alla serie ambientata in una scuola superiore. Il 17 ottobre 2018 viene annunciato Joshua Bassett come protagonista. Il resto del cast è stato annunciato il 15 febbraio 2019.. Nel dicembre 2019 è stato annunciato che Joe Serafini, interprete di Seb Matthew-Smith nella serie, ricoprirá uno dei ruoli principali nella seconda stagione. Altre aggiunte al cast ricorrente sono stati annunciate all'inizio del 2020: Roman Banks come Howie, Olivia Rose Keegan come Lily e Derek Hough come Zack, l'ex fidanzato della signorina Jenn. A febbraio 2021, Andrew Barth Feldman e Asher Angel si sono uniti al cast in ruoli ricorrenti, interpretando rispettivamente Antoine e Jack. A gennaio 2022, Corbin Bleu, Jason Earles e Meg Donnelly si uniscono al cast della terza stagione. Successivamente si uniscono al cast Adrian Lyles e Saylor Bell, interpretando rispettivamente Jet e Maddox. Nel settembre 2022 si unisce al cast della quarta stagione Kylie Cantrall. In seguito viene annunciato che Monique Coleman, Lucas Grabeel, Bart Johnson, Alyson Reed e Kaycee Stroh, attori di High School Musical, saranno presenti nella quarta stagione della serie.

### Riprese
Le riprese della prima stagione sono iniziate il 15 febbraio 2019 a Salt Lake City e si sono concluse il 30 giugno.  Le riprese della seconda stagione sono iniziate il 6 febbraio 2020, in seguito interrotte dopo un mese a causa della pandemia di COVID-19, e ripartite solo nel novembre dello stesso anno, per poi concludersi definitivamente il 28 febbraio 2021. Nel mese di gennaio 2022 iniziano le riprese per la terza stagione a Los Angeles, terminando nell'aprile dello stesso anno. Le riprese della quarta stagione iniziano il 20 settembre 2022 a Salt Lake City e si concludono il 21 dicembre.

## Accoglienza
La serie ha ricevuto un'accoglienza positiva. Rotten Tomatoes ha assegnato alla prima stagione un indice di approvazione del 75% con un rating medio di 7.38/10, basato su 32 recensioni. Metacritic ha assegnato un punteggio di 64 su 100 sulla base di 20 critici, indicando "recensioni generalmente favorevoli". Kendra Cleary di Hypable ha dichiarato che la serie cattura l'energia del film originale, introducendo personaggi che non sono così stereotipati come Gabriella e Troy. Tuttavia, Caroline Framke di Variety dichiara che alcuni elementi sono troppo simili al film originale.
Shannon Miller di The A.V. Club ha elogiato il talento del cast, in particolare Rodrigo e Bassett, per la loro capacità musicale. Kayla Cobb di Decider ha dichiarato che i due protagonisti hanno una chimica romantica significativa.
La serie è stata paragonata a Glee per i suoi temi e la combinazione di musica e dramma. Framke ha descritto la serie come una "versione dolce e sciocca di Glee".

## Distribuzione
Il primo episodio è stato distribuito sui canali Disney Channel, ABC e Freeform l'8 novembre 2019.
Gli episodi sono stati rilasciati settimanalmente su Disney+.
Il primo poster e il primo trailer sono stati rilasciati il 23 agosto 2019 al panel di Disney+ al D23 Expo.
Il 24 marzo 2021 viene annunciato che la seconda stagione verrà trasmessa a partire dal 14 maggio su Disney+ e che conterà 12 episodi.
La terza stagione viene trasmessa dal 27 luglio 2022 con la distribuzione degli episodi una volta a settimana.
Il 21 giugno viene annunciato che tutti gli episodi della quarta stagione sarebbero stati rilasciati il 9 agosto 2023 su Disney+.

### Edizione italiana
Il doppiaggio italiano è stato curato dalla Royfilm, con Leslie La Penna come direttore del doppiaggio, su dialoghi di Marina D'Aversa.

## Colonna sonora
Gabriel Mann ha composto la colonna sonora della serie, contenente nuove canzoni e interpretazioni di canzoni del film originale, ed è uscita il 10 gennaio 2020 sotto l'etichetta Walt Disney Records. Quella invece dello speciale natalizio è uscita il 20 novembre 2020.
Il 30 luglio 2021 viene rilasciata la colonna sonora della seconda stagione.
Il 16 settembre 2022 è resa disponibile la colonna sonora della terza stagione.

## Altre versioni

### High School Musical: The Musical - La serie: Lo speciale
Un episodio speciale di 23 minuti in cui si va dietro le quinte della serie TV e si conosce il cast. In Lingua Originale con sottotitoli in italiano.

### High School Musical: The Musical - La serie: Canta con noi
È una versione alternativa della serie TV, in cui in ogni scena musicale appaiono dei sottotitoli per cantare insieme ai personaggi. Questa versione è disponibile esclusivamente per la prima stagione della serie. 

### High School Musical: The Musical - Lo speciale di Natale
Un episodio speciale in cui il cast della serie canta canzoni natalizie e condivide i ricordi più belli legati alla festività. In più, include un'anticipazione della seconda stagione tramite una performance di tutti i protagonisti.